# 弗兹德鲁日诺耶农村居民点
弗兹德鲁日诺耶农村居民点（俄语：Вздруженское сельское поселение）是俄罗斯联邦布良斯克州纳夫利亚区所属的一个农村居民点。其下辖有4个居民点，行政中心为弗兹德鲁日诺耶。据2015年统计，该农村居民点的人口为330人。